# عدنان الغاشي
عدنان الغاشي (1946 - 1978 أو 1979) كان واحدا من ثمانية إرهابيين في منظمة أيلول الأسود قاموا بغزو الأحياء الإسرائيلية في قرية ميونيخ الأولمبية خلال دورة الألعاب الأولمبية الصيفية 1972 الذين أخذوا تسع رهائن من الوفد الأولمبي الإسرائيلي مما أدى إلى مقتل مدرب المصارعة الإسرائيلي موشيه واينبرغ ولاعب رفع الأثقال يوسف رومانو في الاستيلاء الأولي. كان عم جمال الغاشي الذي شارك أيضا في عملية ميونيخ.

## النشأة
كان الغاشي طالبا سابقا في التمريض في طرابلس عاصمة ليبيا وحصل على منحة لدراسة الكيمياء في الجامعة الأميركية في بيروت. على عكس بعض زملائه الفدائيين لم يكن لديه أي علاقة مع ألمانيا ولكن وصفه الكاتب سيمون ريف بأنه «صاحب حيلة وموثوق به وملتزم».

## دوره في عملية ميونيخ
على الرغم من أن الغاشي كان واحدا من ثمانية إرهابيين متورطين في الهجوم على أحياء الوفود الإسرائيلية في قرية ميونيخ الأولمبية على عكس بعض الإرهابيين الآخرين فإنه لا يمكن التعرف عليه بسهولة في أي من لقطات أحداث اليوم. أي ذكر للغاشي في الأزمة على الإطلاق هو الذي حدده المؤلف سيمون ريف الذي قال في كتابه «يوم واحد في سبتمبر» (2000) إن الغاشي هو الإرهابي الذي قتله الجهاز الإسرائيلي في المروحية الغربية. بعد إطلاق النار في قاعدة فورستنفلدبروك الجوية تم القبض عليه مع ابن أخيه جمال الغاشي ومحمد الصفدي.

## فيما بعد
تم إطلاق سراح الغاشي وابن أخيه جمال الغاشي ومحمد الصفدي بعد سبعة أسابيع ونصف في 29 أكتوبر 1972 عندما اختطف الإرهابيون العرب رحلة لوفتهانزا 615 من دمشق إلى فرانكفورت. طالب الخاطفون باطلاق سراح الإرهابيين الثلاثة الباقون على قيد الحياة أو أنهم سيفجرون الطائرة. بدون التشاور مع الحكومة الإسرائيلية وافقت حكومة ألمانيا الغربية على مطالب الإرهابيين.
في مؤتمر صحفي عقده الإرهابيون الثلاثة الباقين على قيد الحياة في طرابلس عاصمة ليبيا بعد فترة وجيزة من إطلاق سراحهم من ألمانيا استجوب صحافي بريطاني عدنان الغاشي إذا أطلق شخصيا النار على الإسرائيليين؟ ورد الغاشي باللغة الإنجليزية.
المراسل: لكنهم كان الرهائن الإسرائيليين غير مسلحين، هل أطلقت النار على أي منهم بنفسك؟

## الوفاة
تسببت وفاة الغاشي في جدال في أعقاب عملية ميونيخ. في الفيلم الوثائقي الحائز على جائزة الأوسكار يوم واحد في سبتمبر (2000) ذكر أن فرق اغتيال الموساد الإسرائيلية قتلته ومحمد الصفدي. ومع ذلك يقول آرون ج. كلاين في كتابه «العودة المذهلة: مذبحة أولمبياد ميونيخ عام 1972 والاستجابة الفتاكة لإسرائيل» أن الموساد أفاد بأن الغاشي مات بشكل طبيعي في دبي في الفترة ما بين 1978 و1979 بسبب حالة القلب الجيني.
ومع ذلك يمكن افتراض أنه بحلول عام 2000 مع نشر كتاب سيمون ريف كان الغاشي قد توفي لأن زوجته أعطت وصفا لشكله في الماضي.

## تجسيده في الأعمال الفنية
مثل دور الغاشي الممثل الفرنسي المغربي كريم سعيدي في فيلم ميونخ (2005).